# Eljif Elmas
Eljif Elmas (in macedone Елиф Елмас?; Skopje, 24 settembre 1999) è un calciatore macedone, centrocampista o attaccante del RB Lipsia e della nazionale macedone.

## Biografia
Eljif Elmas nasce in una famiglia di slavo-macedoni (torbeš), con anche origini turche, ed è di religione musulmana sunnita.

## Caratteristiche tecniche
Di ruolo centrocampista, può giocare in tutte le posizioni offensive della mediana, oltre che da trequartista, esterno di centrocampo e ala. Dotato di ottima tecnica, agilità e progressione, risulta molto bravo sia negli inserimenti che in fase di interdizione. Calcia bene dalla media distanza, il suo piede preferito è il destro ma sa utilizzare anche il sinistro.

## Carriera

### Club

#### Gli inizi
Esordisce nella massima serie macedone con il Rabotnički, a 17 anni, durante la stagione 2015-2016, in cui disputa 11 incontri e segna un solo gol. 
Nella stagione seguente gioca spesso da titolare, ottenendo 33 presenze in campionato e 2 nelle competizioni internazionali. L'annata è fruttuosa anche dal punto di vista realizzativo: sono 7 le reti totali, di cui 6 in campionato e una in Europa League.

#### Fenerbahçe
Il 28 luglio 2017 viene ingaggiato dal Fenerbahçe. Complici alcuni problemi legati al tesseramento del giocatore, esordisce in Süper Lig soltanto sei mesi dopo, il 28 gennaio 2018, contro il Trabzonspor (1-1). Chiude la prima stagione in Turchia con sole 7 presenze complessive. 
Nell'annata 2018-2019 diventa una pedina importante del centrocampo della squadra: colleziona 40 presenze in tutte le competizioni e mette a segno 4 gol, ottenendo e confermando il posto da titolare sia con l'allenatore Phillip Cocu che con i subentrati Erwin Koeman e Ersun Yanal.

#### Napoli
Il 24 luglio 2019 il Napoli ufficializza il suo acquisto per 16 milioni di euro più bonus. Il calciatore firma un contratto quinquennale con i partenopei e decide di indossare la maglia numero 12. Esordisce con gli azzurri il 24 agosto, nella vittoria per 3-4 in casa della Fiorentina, subentrando al 72º minuto ad Allan. Il 14 settembre debutta da titolare nella sfida interna contro la Sampdoria, vinta per 2-0. Il 17 settembre esordisce in Champions League nel match casalingo vinto per 2-0 contro il Liverpool. Il 3 febbraio 2020 segna il suo primo gol con la maglia partenopea, nella gara esterna contro la Sampdoria, terminata 2-4 per gli azzurri. Il 17 giugno seguente vince la Coppa Italia, il primo trofeo assoluto in carriera.
Nella sua seconda stagione con i partenopei sceglie di cambiare il numero di maglia, passando dal 12 al 7. Il successivo 27 settembre, alla seconda giornata di Serie A, realizza una rete nella vittoria per 6-0 contro il Genoa. Il 20 gennaio 2021 debutta in Supercoppa italiana, nella partita persa dai campani per 2-0 contro la Juventus. Otto giorni dopo sigla invece la sua prima marcatura in Coppa Italia, durante i quarti di finale vinti per 4-2 contro lo Spezia. Utilizzato principalmente come riserva dall'allenatore Gennaro Gattuso, termina l'annata collezionando 44 presenze e 3 reti.
Nella stagione successiva, con Luciano Spalletti in panchina, continua ad essere usato frequentemente come sostituto. Durante la fase a gironi dell'Europa League segna 4 reti, tra cui il gol del momentaneo vantaggio nella gara casalinga del 30 settembre contro lo Spartak Mosca, realizzato dopo soli 12 secondi; quella del centrocampista macedone diventa così la rete più veloce di una squadra italiana nella competizione, ma non basta agli azzurri, che perdono il match per 2-3. Il 9 dicembre, nell'ultima partita della fase a gironi contro il Leicester City, realizza la sua prima doppietta con il Napoli, che permette ai partenopei di vincere la gara (3-2) e passare il girone. Dieci giorni dopo decide con una sua rete lo scontro diretto in casa del Milan (0-1), valido per la 18ª giornata di Serie A. Chiude la sua terza annata in maglia azzurra con 7 gol in 46 presenze.
Il 31 agosto 2022 mette a segno il suo primo gol della stagione 2022-2023, in occasione del pareggio casalingo contro il Lecce (1-1), valido per la quarta giornata di campionato. Il successivo 5 novembre realizza la rete decisiva nella vittoria per 2-1 in casa dell'Atalanta, valida per la 13ª giornata di Serie A. Si ripete una settimana dopo, siglando il gol del momentaneo 3-0 nel match casalingo contro l'Udinese, terminato 3-2 a favore degli azzurri. Il 13 gennaio 2023 mette a segno la rete del definitivo 5-1 nel successo casalingo contro la Juventus, valido per la 18ª giornata di campionato. Il 4 maggio seguente, in virtù del pareggio per 1-1 del Napoli contro l'Udinese, si aggiudica il primo scudetto della sua carriera.

#### RB Lipsia e prestito al Torino
Il 27 dicembre 2023 viene ufficialmente annunciato l'acquisto di Elmas da parte del RB Lipsia, in Bundesliga, per una cifra stimata intorno ai 25 milioni di euro; il giocatore firma con il club tedesco un contratto di quattro anni e mezzo, con decorrenza dal 2 gennaio 2024. Fa il suo debutto con la nuova maglia il successivo 13 gennaio, subentrando a Benjamin Henrichs nel finale della gara casalinga persa per 1-0 contro l'Eintracht Francoforte.
Il 30 gennaio 2025, dopo aver trovato pochissimo spazio in un anno con il Lipsia, si trasferisce in prestito con diritto di riscatto al Torino, nuovamente in Serie A. Il 14 febbraio seguente fa il suo debutto in granata, nella gara persa per 3-2 sul campo del Bologna, valida per la 25ª giornata di campionato; nell'occasione realizza anche la prima rete con la nuova maglia, portando momentaneamente il punteggio sul 2-1 a favore dei piemontesi.

### Nazionale
Dopo aver giocato con tutte le nazionali giovanili, l'11 giugno 2017 fa il suo esordio con la nazionale maggiore nella sfida persa 2-1 contro la Spagna, valevole per le qualificazioni al campionato del mondo 2018. Il 21 marzo 2019 realizza la sua prima doppietta, nonché i suoi primi gol in nazionale, nella vittoria casalinga per 3-1 ai danni della Lettonia, valida per le qualificazioni al campionato d'Europa 2020.
Il 31 marzo 2021 segna la rete del definitivo 2-1 con cui la Macedonia del Nord batte la Germania, nella partita valida per le qualificazioni al campionato del mondo 2022; per i tedeschi è soltanto la terza sconfitta in 87 anni nelle qualificazioni mondiali (le prime due erano arrivate contro il Portogallo nel 1985 e l'Inghilterra nel 2001). Convocato per la fase finale dell'Europeo del 2020 (posticipato all'estate del 2021 a causa della pandemia di COVID-19), viene schierato titolare in tutte e tre le partite disputate dalla sua nazionale, che conclude il torneo venendo eliminata nella fase a gironi dopo tre sconfitte.
Il 14 novembre 2021, in virtù di una sua doppietta, la nazionale macedone vince per 3-1 contro l'Islanda e ottiene il primo storico accesso ai play-off per il Mondiale del 2022, venendo abbinata all'Italia in semifinale. Dopo aver saltato per squalifica la partita contro gli Azzurri, vinta 0-1 dai suoi, viene impiegato nella finale contro il Portogallo, in cui i macedoni vengono sconfitti per 2-0.

## Statistiche

### Presenze e reti nei club
Statistiche aggiornate al 25 maggio 2025.
| Stagione          | Squadra           | Campionato        | Campionato | Campionato | Coppe nazionali | Coppe nazionali | Coppe nazionali | Coppe continentali | Coppe continentali | Coppe continentali | Altre coppe | Altre coppe | Altre coppe | Totale | Totale |
| Stagione          | Squadra           | Comp              | Pres       | Reti       | Comp            | Pres            | Reti            | Comp               | Pres               | Reti               | Comp        | Pres        | Reti        | Pres   | Reti   |
| ----------------- | ----------------- | ----------------- | ---------- | ---------- | --------------- | --------------- | --------------- | ------------------ | ------------------ | ------------------ | ----------- | ----------- | ----------- | ------ | ------ |
| 2015-2016         | Rabotnički        | PL                | 11         | 1          | CM              | 3               | 1               | UEL                | 0                  | 0                  | -           | -           | -           | 14     | 2      |
| 2016-2017         | Rabotnički        | PL                | 33         | 6          | CM              | 0               | 0               | UEL                | 2                  | 1                  | -           | -           | -           | 35     | 7      |
| Totale Rabotnički | Totale Rabotnički | Totale Rabotnički | 44         | 7          |                 | 3               | 1               |                    | 2                  | 1                  |             | -           | -           | 49     | 9      |
| 2017-2018         | Fenerbahçe        | SL                | 5          | 0          | CT              | 2               | 0               | -                  | -                  | -                  | -           | -           | -           | 7      | 0      |
| 2018-2019         | Fenerbahçe        | SL                | 29         | 4          | CT              | 2               | 0               | UCL+UEL            | 2+7                | 0                  | -           | -           | -           | 40     | 4      |
| Totale Fenerbahçe | Totale Fenerbahçe | Totale Fenerbahçe | 34         | 4          |                 | 4               | 0               |                    | 9                  | 0                  |             | -           | -           | 47     | 4      |
| 2019-2020         | Napoli            | A                 | 26         | 1          | CI              | 5               | 0               | UCL                | 5                  | 0                  | -           | -           | -           | 36     | 1      |
| 2020-2021         | Napoli            | A                 | 33         | 2          | CI              | 4               | 1               | UEL                | 6                  | 0                  | SI          | 1           | 0           | 44     | 3      |
| 2021-2022         | Napoli            | A                 | 37         | 3          | CI              | 1               | 0               | UEL                | 8                  | 4                  | -           | -           | -           | 46     | 7      |
| 2022-2023         | Napoli            | A                 | 36         | 6          | CI              | 1               | 0               | UCL                | 10                 | 0                  | -           | -           | -           | 47     | 6      |
| 2023-gen. 2024    | Napoli            | A                 | 11         | 2          | CI              | -               | -               | UCL                | 5                  | 0                  | SI          | -           | -           | 16     | 2      |
| Totale Napoli     | Totale Napoli     | Totale Napoli     | 143        | 14         |                 | 11              | 1               |                    | 34                 | 4                  |             | 1           | 0           | 189    | 19     |
| gen.-giu. 2024    | RB Lipsia         | BL                | 14         | 0          | CG              | -               | -               | UCL                | 2                  | 0                  | SG          | -           | -           | 16     | 0      |
| 2024-gen. 2025    | RB Lipsia         | BL                | 2          | 0          | CG              | 1               | 0               | UCL                | 3                  | 0                  | -           | -           | -           | 6      | 0      |
| Totale Lipsia     | Totale Lipsia     | Totale Lipsia     | 16         | 0          |                 | 1               | 0               |                    | 5                  | 0                  |             | -           | -           | 22     | 0      |
| gen.-giu. 2025    | Torino            | A                 | 13         | 4          | CI              | -               | -               | -                  | -                  | -                  | -           | -           | -           | 13     | 4      |
| Totale carriera   | Totale carriera   | Totale carriera   | 250        | 29         |                 | 19              | 2               |                    | 50                 | 5                  |             | 1           | 0           | 320    | 36     |

### Cronologia presenze e reti in nazionale
| Cronologia completa delle presenze e delle reti in nazionale ― Macedonia | Cronologia completa delle presenze e delle reti in nazionale ― Macedonia | Cronologia completa delle presenze e delle reti in nazionale ― Macedonia | Cronologia completa delle presenze e delle reti in nazionale ― Macedonia | Cronologia completa delle presenze e delle reti in nazionale ― Macedonia | Cronologia completa delle presenze e delle reti in nazionale ― Macedonia | Cronologia completa delle presenze e delle reti in nazionale ― Macedonia | Cronologia completa delle presenze e delle reti in nazionale ― Macedonia |
| Data                                                                     | Città                                                                    | In casa                                                                  | Risultato                                                                | Ospiti                                                                   | Competizione                                                             | Reti                                                                     | Note                                                                     |
| ------------------------------------------------------------------------ | ------------------------------------------------------------------------ | ------------------------------------------------------------------------ | ------------------------------------------------------------------------ | ------------------------------------------------------------------------ | ------------------------------------------------------------------------ | ------------------------------------------------------------------------ | ------------------------------------------------------------------------ |
| 11-6-2017                                                                | Skopje                                                                   | Macedonia                                                                | 1 – 2                                                                    | Spagna                                                                   | Qual. Mondiali 2018                                                      | -                                                                        | 46’ 78’                                                                  |
| 2-9-2017                                                                 | Haifa                                                                    | Israele                                                                  | 0 – 1                                                                    | Macedonia                                                                | Qual. Mondiali 2018                                                      | -                                                                        | 63’ 84’                                                                  |
| 9-10-2017                                                                | Skopje                                                                   | Macedonia                                                                | 4 – 0                                                                    | Liechtenstein                                                            | Qual. Mondiali 2018                                                      | -                                                                        | 46’                                                                      |
| 6-9-2018                                                                 | Gibilterra                                                               | Gibilterra                                                               | 0 – 2                                                                    | Macedonia                                                                | UEFA Nations League 2018-2019 - 1º turno                                 | -                                                                        | 46’                                                                      |
| 9-9-2018                                                                 | Skopje                                                                   | Macedonia                                                                | 2 – 0                                                                    | Armenia                                                                  | UEFA Nations League 2018-2019 - 1º turno                                 | -                                                                        |                                                                          |
| 13-10-2018                                                               | Skopje                                                                   | Macedonia                                                                | 4 – 1                                                                    | Liechtenstein                                                            | UEFA Nations League 2018-2019 - 1º turno                                 | -                                                                        |                                                                          |
| 16-10-2018                                                               | Erevan                                                                   | Armenia                                                                  | 4 – 0                                                                    | Macedonia                                                                | UEFA Nations League 2018-2019 - 1º turno                                 | -                                                                        | 57’ 79’, 90+3’                                                           |
| 19-11-2018                                                               | Skopje                                                                   | Macedonia                                                                | 4 – 0                                                                    | Gibilterra                                                               | UEFA Nations League 2018-2019 - 1º turno                                 | -                                                                        | 73’                                                                      |
| 21-3-2019                                                                | Skopje                                                                   | Macedonia del Nord                                                       | 3 – 1                                                                    | Lettonia                                                                 | Qual. Euro 2020                                                          | 2                                                                        | 23’                                                                      |
| 24-3-2019                                                                | Lubiana                                                                  | Slovenia                                                                 | 1 – 1                                                                    | Macedonia del Nord                                                       | Qual. Euro 2020                                                          | -                                                                        |                                                                          |
| 7-6-2019                                                                 | Skopje                                                                   | Macedonia del Nord                                                       | 0 – 1                                                                    | Polonia                                                                  | Qual. Euro 2020                                                          | -                                                                        |                                                                          |
| 10-6-2019                                                                | Skopje                                                                   | Macedonia del Nord                                                       | 1 – 4                                                                    | Austria                                                                  | Qual. Euro 2020                                                          | -                                                                        | 26’ 56’                                                                  |
| 5-9-2019                                                                 | Be'er Sheva                                                              | Israele                                                                  | 1 – 1                                                                    | Macedonia del Nord                                                       | Qual. Euro 2020                                                          | -                                                                        |                                                                          |
| 9-9-2019                                                                 | Riga                                                                     | Lettonia                                                                 | 0 – 2                                                                    | Macedonia del Nord                                                       | Qual. Euro 2020                                                          | -                                                                        | 88’                                                                      |
| 10-10-2019                                                               | Skopje                                                                   | Macedonia del Nord                                                       | 2 – 1                                                                    | Slovenia                                                                 | Qual. Euro 2020                                                          | 2                                                                        |                                                                          |
| 13-10-2019                                                               | Varsavia                                                                 | Polonia                                                                  | 2 – 0                                                                    | Macedonia del Nord                                                       | Qual. Euro 2020                                                          | -                                                                        |                                                                          |
| 16-11-2019                                                               | Vienna                                                                   | Austria                                                                  | 2 – 1                                                                    | Macedonia del Nord                                                       | Qual. Euro 2020                                                          | -                                                                        |                                                                          |
| 19-11-2019                                                               | Skopje                                                                   | Macedonia del Nord                                                       | 1 – 0                                                                    | Israele                                                                  | Qual. Euro 2020                                                          | -                                                                        |                                                                          |
| 5-9-2020                                                                 | Skopje                                                                   | Macedonia del Nord                                                       | 2 – 1                                                                    | Armenia                                                                  | UEFA Nations League 2020-2021 - 1º turno                                 | -                                                                        |                                                                          |
| 8-9-2020                                                                 | Tbilisi                                                                  | Georgia                                                                  | 1 – 1                                                                    | Macedonia del Nord                                                       | UEFA Nations League 2020-2021 - 1º turno                                 | -                                                                        |                                                                          |
| 12-11-2020                                                               | Tbilisi                                                                  | Georgia                                                                  | 0 – 1                                                                    | Macedonia del Nord                                                       | Qual. Euro 2020                                                          | -                                                                        |                                                                          |
| 15-11-2020                                                               | Skopje                                                                   | Macedonia del Nord                                                       | 2 – 1                                                                    | Estonia                                                                  | UEFA Nations League 2020-2021 - 1º turno                                 | -                                                                        | 77’ 85’                                                                  |
| 25-3-2021                                                                | Bucarest                                                                 | Romania                                                                  | 3 – 2                                                                    | Macedonia del Nord                                                       | Qual. Mondiali 2022                                                      | -                                                                        |                                                                          |
| 28-3-2021                                                                | Skopje                                                                   | Macedonia del Nord                                                       | 5 – 0                                                                    | Liechtenstein                                                            | Qual. Mondiali 2022                                                      | 1                                                                        |                                                                          |
| 31-3-2021                                                                | Duisburg                                                                 | Germania                                                                 | 1 – 2                                                                    | Macedonia del Nord                                                       | Qual. Mondiali 2022                                                      | 1                                                                        | 67’                                                                      |
| 1-6-2021                                                                 | Skopje                                                                   | Macedonia del Nord                                                       | 1 – 1                                                                    | Slovenia                                                                 | Amichevole                                                               | 1                                                                        | 81’                                                                      |
| 4-6-2021                                                                 | Skopje                                                                   | Macedonia del Nord                                                       | 4 – 0                                                                    | Kazakistan                                                               | Amichevole                                                               | -                                                                        | 73’                                                                      |
| 13-6-2021                                                                | Bucarest                                                                 | Austria                                                                  | 3 – 1                                                                    | Macedonia del Nord                                                       | Euro 2020 - 1º turno                                                     | -                                                                        |                                                                          |
| 17-6-2021                                                                | Bucarest                                                                 | Ucraina                                                                  | 2 – 1                                                                    | Macedonia del Nord                                                       | Euro 2020 - 1º turno                                                     | -                                                                        |                                                                          |
| 21-6-2021                                                                | Amsterdam                                                                | Macedonia del Nord                                                       | 0 – 3                                                                    | Paesi Bassi                                                              | Euro 2020 - 1º turno                                                     | -                                                                        |                                                                          |
| 2-9-2021                                                                 | Skopje                                                                   | Macedonia del Nord                                                       | 0 – 0                                                                    | Armenia                                                                  | Qual. Mondiali 2022                                                      | -                                                                        |                                                                          |
| 5-9-2021                                                                 | Reykjavík                                                                | Islanda                                                                  | 2 – 2                                                                    | Macedonia del Nord                                                       | Qual. Mondiali 2022                                                      | -                                                                        |                                                                          |
| 8-9-2021                                                                 | Skopje                                                                   | Macedonia del Nord                                                       | 0 – 0                                                                    | Romania                                                                  | Qual. Mondiali 2022                                                      | -                                                                        |                                                                          |
| 8-10-2021                                                                | Vaduz                                                                    | Liechtenstein                                                            | 0 – 4                                                                    | Macedonia del Nord                                                       | Qual. Mondiali 2022                                                      | -                                                                        |                                                                          |
| 11-10-2021                                                               | Skopje                                                                   | Macedonia del Nord                                                       | 0 – 4                                                                    | Germania                                                                 | Qual. Mondiali 2022                                                      | -                                                                        |                                                                          |
| 11-11-2021                                                               | Erevan                                                                   | Armenia                                                                  | 0 – 5                                                                    | Macedonia del Nord                                                       | Qual. Mondiali 2022                                                      | -                                                                        | 83’                                                                      |
| 14-11-2021                                                               | Skopje                                                                   | Macedonia del Nord                                                       | 3 – 1                                                                    | Islanda                                                                  | Qual. Mondiali 2022                                                      | 2                                                                        |                                                                          |
| 29-3-2022                                                                | Porto                                                                    | Portogallo                                                               | 2 – 0                                                                    | Macedonia del Nord                                                       | Qual. Mondiali 2022                                                      | -                                                                        | 87’                                                                      |
| 2-6-2022                                                                 | Sofia                                                                    | Bulgaria                                                                 | 1 – 1                                                                    | Macedonia del Nord                                                       | UEFA Nations League 2022-2023 - 1º turno                                 | -                                                                        | 74’                                                                      |
| 5-6-2022                                                                 | Gibilterra                                                               | Gibilterra                                                               | 0 – 2                                                                    | Macedonia del Nord                                                       | UEFA Nations League 2022-2023 - 1º turno                                 | -                                                                        | 65’                                                                      |
| 9-6-2022                                                                 | Skopje                                                                   | Macedonia del Nord                                                       | 0 – 3                                                                    | Georgia                                                                  | UEFA Nations League 2022-2023 - 1º turno                                 | -                                                                        | 79’                                                                      |
| 12-6-2022                                                                | Skopje                                                                   | Macedonia del Nord                                                       | 4 – 0                                                                    | Gibilterra                                                               | UEFA Nations League 2022-2023 - 1º turno                                 | -                                                                        | 79’                                                                      |
| 23-9-2022                                                                | Tbilisi                                                                  | Georgia                                                                  | 2 – 0                                                                    | Macedonia del Nord                                                       | UEFA Nations League 2022-2023 - 1º turno                                 | -                                                                        |                                                                          |
| 26-9-2022                                                                | Skopje                                                                   | Macedonia del Nord                                                       | 0 – 1                                                                    | Bulgaria                                                                 | UEFA Nations League 2022-2023 - 1º turno                                 | -                                                                        |                                                                          |
| 17-11-2022                                                               | Skopje                                                                   | Macedonia del Nord                                                       | 1 – 1                                                                    | Finlandia                                                                | Amichevole                                                               | -                                                                        | 84’ 87’                                                                  |
| 20-11-2022                                                               | Skopje                                                                   | Macedonia del Nord                                                       | 1 – 3                                                                    | Azerbaigian                                                              | Amichevole                                                               | -                                                                        | 50’ 76’                                                                  |
| 23-3-2023                                                                | Skopje                                                                   | Macedonia del Nord                                                       | 2 – 1                                                                    | Malta                                                                    | Qual. Euro 2024                                                          | 1                                                                        |                                                                          |
| 27-3-2023                                                                | Skopje                                                                   | Macedonia del Nord                                                       | 1 – 0                                                                    | Fær Øer                                                                  | Amichevole                                                               | -                                                                        | 54’                                                                      |
| 16-6-2023                                                                | Skopje                                                                   | Macedonia del Nord                                                       | 2 – 3                                                                    | Ucraina                                                                  | Qual. Euro 2024                                                          | 1                                                                        |                                                                          |
| 19-6-2023                                                                | Manchester                                                               | Inghilterra                                                              | 7 – 0                                                                    | Macedonia del Nord                                                       | Qual. Euro 2024                                                          | -                                                                        |                                                                          |
| 9-9-2023                                                                 | Skopje                                                                   | Macedonia del Nord                                                       | 1 – 1                                                                    | Italia                                                                   | Qual. Euro 2024                                                          | -                                                                        |                                                                          |
| 12-9-2023                                                                | Ta' Qali                                                                 | Malta                                                                    | 0 – 2                                                                    | Macedonia del Nord                                                       | Qual. Euro 2024                                                          | 1                                                                        |                                                                          |
| 14-10-2023                                                               | Praga                                                                    | Ucraina                                                                  | 2 – 0                                                                    | Macedonia del Nord                                                       | Qual. Euro 2024                                                          | -                                                                        |                                                                          |
| 17-10-2023                                                               | Strumica                                                                 | Macedonia del Nord                                                       | 3 – 1                                                                    | Armenia                                                                  | Amichevole                                                               | -                                                                        | cap.                                                                     |
| 17-11-2023                                                               | Roma                                                                     | Italia                                                                   | 5 – 2                                                                    | Macedonia del Nord                                                       | Qual. Euro 2024                                                          | -                                                                        | 72’                                                                      |
| 20-11-2023                                                               | Skopje                                                                   | Macedonia del Nord                                                       | 1 – 1                                                                    | Inghilterra                                                              | Qual. Euro 2024                                                          | -                                                                        | 17’                                                                      |
| 22-3-2024                                                                | Boztepe                                                                  | Macedonia del Nord                                                       | 1 – 1                                                                    | Moldavia                                                                 | Amichevole                                                               | -                                                                        |                                                                          |
| 25-3-2024                                                                | Boztepe                                                                  | Montenegro                                                               | 1 – 0                                                                    | Macedonia del Nord                                                       | Amichevole                                                               | -                                                                        | 36’ 46’                                                                  |
| 3-6-2024                                                                 | Fiume                                                                    | Croazia                                                                  | 3 – 0                                                                    | Macedonia del Nord                                                       | Amichevole                                                               | -                                                                        |                                                                          |
| 10-6-2024                                                                | Hradec Králové                                                           | Rep. Ceca                                                                | 2 – 1                                                                    | Macedonia del Nord                                                       | Amichevole                                                               | -                                                                        | 90’                                                                      |
| 7-9-2024                                                                 | Tórshavn                                                                 | Fær Øer                                                                  | 1 – 1                                                                    | Macedonia del Nord                                                       | UEFA Nations League 2024-2025 - 1º turno                                 | -                                                                        |                                                                          |
| 10-9-2024                                                                | Skopje                                                                   | Macedonia del Nord                                                       | 2 – 0                                                                    | Armenia                                                                  | UEFA Nations League 2024-2025 - 1º turno                                 | -                                                                        | 39’                                                                      |
| 10-10-2024                                                               | Riga                                                                     | Lettonia                                                                 | 0 – 3                                                                    | Macedonia del Nord                                                       | UEFA Nations League 2024-2025 - 1º turno                                 | 1                                                                        |                                                                          |
| 13-10-2024                                                               | Erevan                                                                   | Armenia                                                                  | 0 – 2                                                                    | Macedonia del Nord                                                       | UEFA Nations League 2024-2025 - 1º turno                                 | -                                                                        |                                                                          |
| 14-11-2024                                                               | Skopje                                                                   | Macedonia del Nord                                                       | 1 – 0                                                                    | Lettonia                                                                 | UEFA Nations League 2024-2025 - 1º turno                                 | -                                                                        | 24’                                                                      |
| 22-3-2025                                                                | Vaduz                                                                    | Liechtenstein                                                            | 0 – 3                                                                    | Macedonia del Nord                                                       | Qual. Mondiali 2026                                                      | -                                                                        |                                                                          |
| 25-3-2025                                                                | Skopje                                                                   | Macedonia del Nord                                                       | 1 – 1                                                                    | Galles                                                                   | Qual. Mondiali 2026                                                      | -                                                                        |                                                                          |
| 6-6-2025                                                                 | Skopje                                                                   | Macedonia del Nord                                                       | 1 – 1                                                                    | Belgio                                                                   | Qual. Mondiali 2026                                                      | -                                                                        |                                                                          |
| 9-6-2025                                                                 | Astana                                                                   | Kazakistan                                                               | 0 – 1                                                                    | Macedonia del Nord                                                       | Qual. Mondiali 2026                                                      | -                                                                        | 67’                                                                      |
| Totale                                                                   |                                                                          | Presenze                                                                 | 69                                                                       |                                                                          | Reti (6º posto)                                                          | 13                                                                       |                                                                          |

## Palmarès

### Club
- Coppa Italia: 1

Napoli: 2019-2020
- Campionato italiano: 1

Napoli: 2022-2023

### Individuale
- Calciatore macedone dell'anno: 1

2019